# Waldemar Gos
Waldemar Gos (ur. 1964 r. w Słowieńsku) – polski ekonomista, specjalizujący się w rachunkowości; nauczyciel akademicki związany z Uniwersytetem Szczecińskim.

## Życiorys
Urodził się w 1964 roku. Po ukończeniu kolejno szkoły podstawowej i średniej podjął studia na kierunku cybernetyka ekonomiczna i informatyka na Uniwersytecie Szczecińskim, które ukończył w 1988 roku, zdobywając tytuł zawodowy magistra. W tym samym roku rozpoczął pracę naukowo-dydaktyczną na swojej macierzystej uczelni na stanowisku asystenta. W 1992 roku uzyskał tam stopień naukowy doktora nauk ekonomicznych na podstawie pracy pt. Metodyczne aspekty kosztów w zarządzaniu przedsiębiorstwem rolniczym, której promotorem była prof. Teresa Kiziukiewicz. W tym samym roku został zatrudniony jako adiunkt w Katedrze Teorii Rachunkowości Instytutu Rachunkowości, której został kierownikiem w 2003 roku. Wcześniej w 2002 roku otrzymał stopień naukowy doktora habilitowanego nauk ekonomicznych w zakresie nauk o zarządzaniu o specjalności rachunkowość, na podstawie rozprawy nt. Przepływy pieniężne w systemie rachunkowości. Niedługo potem objął stanowisko profesora nadzwyczajnego. W 2012 roku prezydent Polski Bronisław Komorowski nadał mu tytuł profesora nauk ekonomicznych.
Poza działalnością naukowo-dydaktyczną pełnił kilka ważnych funkcji organizacyjnych. W latach 2008–2012 był prodziekanem Wydziału Nauk Ekonomicznych i Zarządzania Uniwersytetu Szczecińskiego. Pełnił funkcję prorektora ds. finansów i rozwoju. Poza tym wykładał w Zachodniopomorskiej Szkole Biznesu.

## Dorobek naukowy
Zainteresowania naukowe Waldemara Gosa koncentrują się wokół zagadnień związanych z rachunkowością. Na jego dorobek naukowy składa się aktualnie około 350 pozycji z zakresu rachunkowości finansowej, zarządczej oraz sprawozdawczości finansowej. Ściśle współpracuje z praktyką gospodarczą jako konsultant rozwiązań ewidencyjno-księgowych, zasad sporządzania sprawozdań finansowych, a szczególnie rachunku przepływów pieniężnych. Był wykładowcą na kursach oraz seminariach doskonalących wiedzę służb księgowych. Jest członkiem Stowarzyszenia Księgowych w Polsce.